# A marslakók (tudósok)

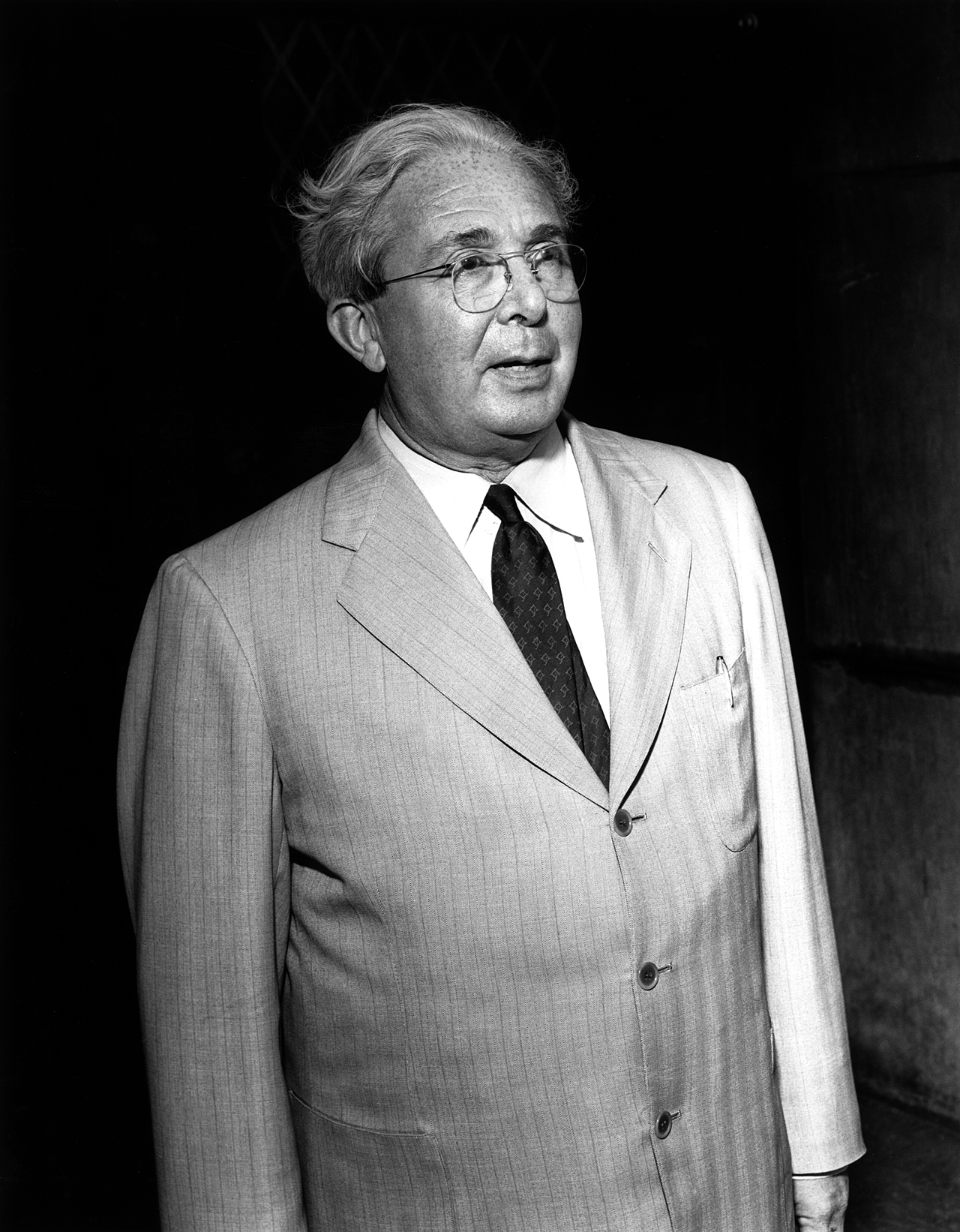
Szilárd Leó

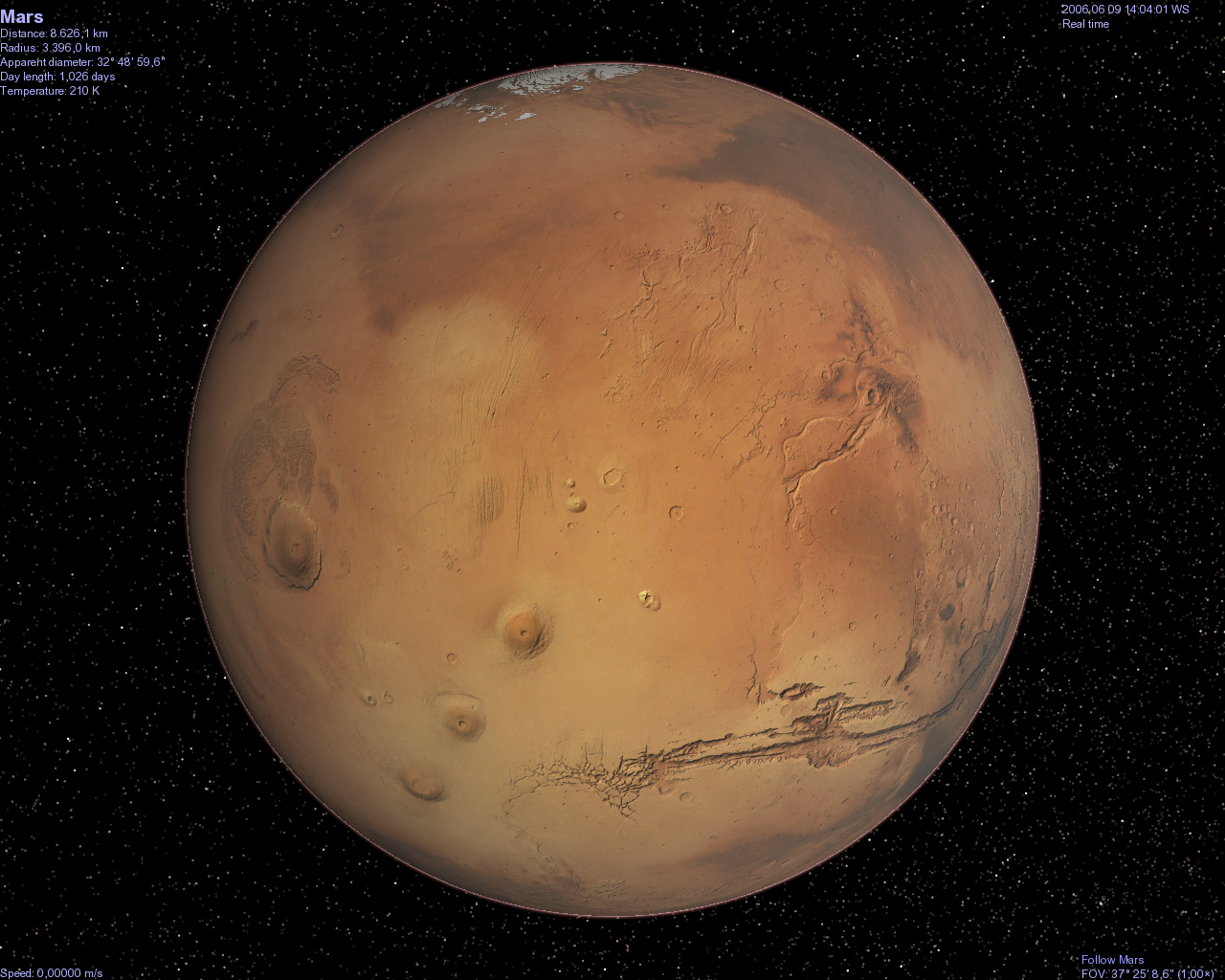
Mars bolygó

A „marslakók” kifejezés olyan neves magyar tudósok (többnyire, de nem kizárólag fizikusok és matematikusok) csoportjára vonatkozik, akik a 20. század folyamán az Egyesült Államokba emigráltak.
Szilárd Leó használta ezt a kifejezést, aki viccesen azt állította, hogy Magyarország a Marsról érkező idegenek frontja. Szilárd arra a kérdésre adott válaszában, hogy miért nincs bizonyíték a Földön túli intelligens életre annak ellenére, hogy annak nagy a valószínűsége, így válaszolt: „Már itt vannak közöttünk, csak magyarnak mondják magukat.” Ez a beszámoló Marx György A marslakók érkezése című könyvében szerepel.
Erdős Pál, Halmos Pál, Kármán Tódor, Kemény János, Neumann János, Pólya György, Brunauer István, Szilárd Leó, Teller Ede és Wigner Jenő beletartoznak ebbe a csoportba. 
Néha Gábor Dénes, Bauer Ervin, Bárány Róbert, Hevesy György, Kürti Miklós, Klein György, Klein Éva, Polányi Mihály és Riesz Marcell is szerepel, bár ők nem emigráltak az Egyesült Államokba. 
Róna Erzsébet magyar származású vegyész, aki 1941-ben az USA-ba emigrált, hogy dolgozzon a Manhattan terven, nem gyakran szerepel köztük. 

## A név eredete

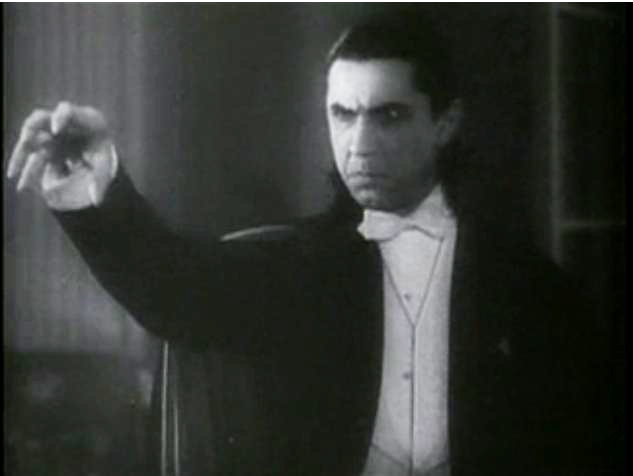
Lugosi Béla mint Dracula

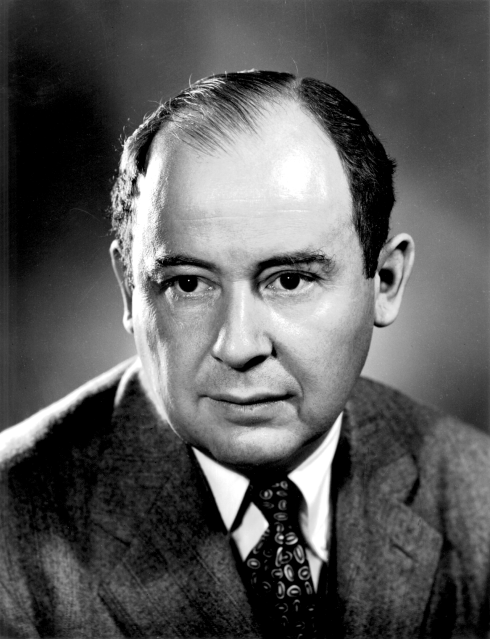
Neumann János Los Alamosban

Mivel mindannyian erős akcentussal beszéltek angolul, kívülállóknak számítottak az amerikai társadalomban. A magyar tudósok látszólag emberfeletti értelemmel rendelkeztek, érthetetlen anyanyelvet beszéltek, és egy kis távoli országból érkeztek. Ez oda vezetett, hogy marslakóknak hívták őket, majd ezt az elnevezést maguk is átvették. 
A teória az volt, hogy a magyar tudósok valójában egy marsi felderítőcsapat leszármazottai, akik 1900 körül Budapesten landoltak. Később azonban távoztak, miután a bolygót alkalmatlannak találták, de több gyereket a Földön hagytak, akik mind híres tudósok lettek. Neumann János számos tényt használt fel ezen állítás alátámasztására, mint például a marslakók szülőhelyeinek közvetlen földrajzi közelsége; a jól követhető karrierút, amely a kémia iránti érdeklődéssel indult el, majd a kérdéses egyént német egyetemekre vezette az illetőt, ahol a fizika felé fordult, s végül a marslakó Európából az Egyesült Államokba távozott. 
Az eredeti történet Marx György A marslakók érkezése című könyvéből: 
|  | „Az Univerzum hatalmas kiterjedésű, csillagok milliárdjai vannak benne, közülük sok hasonló a mi Napunkhoz. Számos csillag körül bolygók is keringhetnek... A legegyszerűbb élőlények szaporodnak, természetes kiválogatódás folytán fejlődnek, egyre komplexebbé válnak, végül is aktív gondolkodólények alakulnak ki. Civilizáció, tudomány, technika bontakozik ki. Új és friss világokra vágyva elutaznak a szomszédos bolygókra, később a közeli csillagok bolygóira, Így szétterjednek az egész Galaktikában. Ilyen magasan fejlett tehetséges népek aligha hagyhatják figyelmen kívül ezt a csodaszép bolygót, a Földet. – És ekkor Fermi elérkezett a lényeges kérdéséhez: – Ha mindez így igaz, hát akkor hol vannak ők? Szilárd Leónak jó humorérzéke volt, így válaszolta meg Fermi retorikáját: – Itt vannak közöttünk, de magyaroknak mondják magukat. ” |
|  | |

Amikor feltették a kérdést Teller Edének – aki különösen büszke volt angol monogramjára: E.T. (az extraterrestrial, ’földönkívüli’ rövidítése) – aggódó arcot mutatott, és azt mondta: „Kármánnak járhatott el a szája”.
Marx György szerint a magyar tudósok földönkívüli származását bizonyítja, hogy Szilárd Leó, Neumann János és Kármán Tódor nevét nem találhatjuk meg Budapest térképén, de a Holdon kráterek viselik a nevüket:
- Szilard (kráter)
- Neumann (kráter)
- Kármán (holdkráter)

Van egy kráter a Marson is, amelyet Kármánról neveztek el.

## Közép-európai tudósok, akik az Egyesült Államokba emigráltak

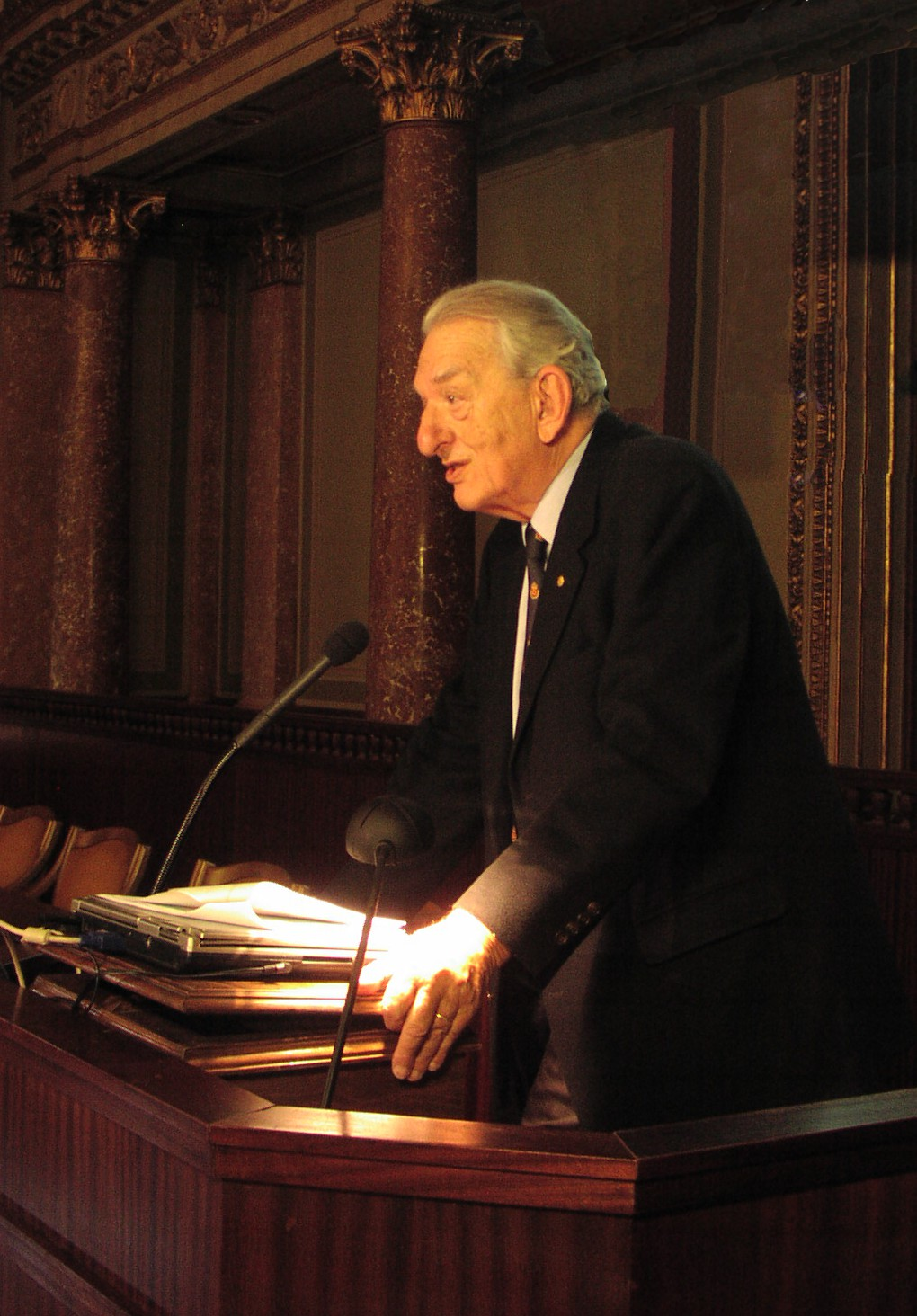
Oláh György előadást tart az MTA Dísztermében: „Új lehetőségek az energiapolitikában: a gazdaságpolitika és a metanolgazdaság szimbiózisa – Magyarországi lehetőségek”

A második világháború alatt és után sok közép-európai tudós vándorolt be az Egyesült Államokba, akik többnyire zsidó származásuk miatt menekültek a nácizmus vagy a kommunizmus elől. Többen Budapestről érkeztek, és fontos szerepet játszottak az amerikai tudományos fejlődésben (pl. az atombomba kifejlesztésében).
|  | „1948 júniusában le kellett mondanom az Intézet vezetéséről, mert a politikai helyzet már nem tette lehetővé számukra egy olyan antimarxista ember alkalmazását, mint én. Anne [aki később felesége lett] mégis folytatta tanulmányait, de kommunista osztálytársai folyamatosan zaklatták, hogy szakítson velem a politikai nézeteim miatt, de nem tette. Ő még azelőtt rájött, mint én, hogy Magyarország teljesen sztálinista országgá válik, és számunkra az egyetlen észszerű lépés az, hogy elhagyjuk Magyarországot.” |
|  | – Harsányi János |

|  | „1956 októberében Magyarország fellázadt a szovjet uralom ellen, de a felkelést hamarosan drasztikus eszközökkel leverték, sok emberéletet követelve. Budapestet ismét lerombolták és a jövő borúsnak látszott. 1956 novemberében és decemberében körülbelül 200 000, főleg a fiatal korosztályhoz tartozó magyar elmenekült az országból. Családommal és csoportom nagy részével együtt mi is úgy határoztunk, hogy erre az útra lépünk, és új életet keresünk Nyugaton.” |
|  | – Oláh György |

## A „marslakók” listája

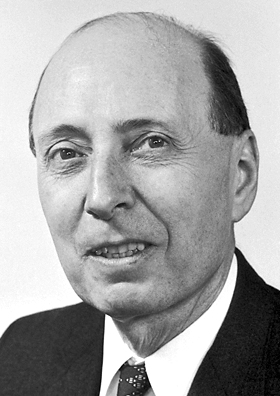
Wigner Jenő

Marx György szerint a „marslakók” a következők:
| „Marslakó” (magyar) név | Külföldi név        | Születési év | Halálozási év | Középiskola                      | Egyetem                                                  | Tudományterület                                   |
| ----------------------- | ------------------- | ------------ | ------------- | -------------------------------- | -------------------------------------------------------- | ------------------------------------------------- |
| Alexander Ferenc        | Franz Alexander     | 1891         | 1964          |                                  | Göttingeni Egyetem                                       | Orvostudomány Pszichológia                        |
| Erdős Pál               | Paul Erdős          | 1913         | 1996          | Szent István Gimnázium           | ELTE                                                     | Matematika                                        |
| Goldmark Péter Károly   | Peter Carl Goldmark | 1906         | 1977          |                                  | Bécsi Műszaki Egyetem Berlini Műszaki Egyetem            | Fizika                                            |
| Halmos Pál              | Paul Halmos         | 1916         | 2006          |                                  | University of Illinois                                   | Matematika                                        |
| Harsányi János          | John Harsanyi       | 1920         | 2000          | Fasori Gimnázium                 | Lyoni Egyetem ELTE University of Sydney Stanford Egyetem | Közgazdaságtan                                    |
| Kármán Tódor            | Theodore von Kármán | 1881         | 1963          | Trefort                          | BME                                                      | Matematika Fizika                                 |
| Kemény János            | John G. Kemeny      | 1926         | 1992          | Berzsenyi                        | Princetoni Egyetem                                       | Matematika                                        |
| Lánczos Kornél          | Cornelius Lanczos   | 1893         | 1974          | Ciszterci Szent István Gimnázium | ELTE Szegedi Tudományegyetem                             | Matematika Fizika                                 |
| Lax Péter               | Peter Lax           | 1926         | 2025          |                                  | New York Egyetem                                         | Matematika                                        |
| Neumann János           | John von Neumann    | 1903         | 1957          | Fasori Gimnázium                 | ELTE                                                     | Matematika Fizika Közgazdaságtan Számítástudomány |
| Oláh György             | George Olah         | 1927         | 2017          | Piarista Gimnazium               | BME                                                      | Kémia                                             |
| Orován Egon             | Egon Orowan         | 1902         | 1989          | Leövey Klára Gimnázium           | Bécsi Egyetem Berlini Műszaki Egyetem                    | Fizika                                            |
| Polányi János           | John Polanyi        | 1929         |               | Trefort                          | Manchesteri Egyetem                                      | Kémia                                             |
| Pólya György            | George Pólya        | 1887         | 1985          | Berzsenyi                        | ELTE                                                     | Matematika                                        |
| Szilárd Leó             | Leo Szilard         | 1898         | 1964          |                                  | BME                                                      | Fizika Biológia                                   |
| Telegdi Bálint          | Valentine Telegdi   | 1922         | 2006          |                                  | Lausanne-i Egyetem ETH Zürich                            | Fizika                                            |
| Teller Ede              | Edward Teller       | 1908         | 2003          | Trefort                          | Karlsruher Institut für Technologie Lipcsei Egyetem      | Fizika                                            |
| Wigner Jenő             | Eugene Wigner       | 1902         | 1995          | Fasori Gimnázium                 | Berlini Műszaki Egyetem                                  | Fizika                                            |

## Fordítás
- Ez a szócikk részben vagy egészben  a   The Martians (scientists) című angol Wikipédia-szócikk ezen változatának fordításán alapul.  Az eredeti cikk szerkesztőit annak laptörténete sorolja fel. Ez a jelzés csupán a megfogalmazás eredetét és a szerzői jogokat jelzi, nem szolgál a cikkben szereplő információk forrásmegjelöléseként.